# 大沼亮吉
大沼 亮吉（おおぬま りょうきち、10月6日 - ）は東京都出身の日本の俳優。本名および芸名は「大沼亮吉」。

## 来歴・人物
2004年の劇団オーディションにてスタジオライフに入団。

## エピソード
- 双子の弟である。

## 出演

### 舞台
- DRACULA　（2004年6月、シアターサンモール）
- ドリアン・グレイの肖像　（2004年9月、紀伊國屋サザンシアター/シアター・ドラマシティ）
- パサジェルカ　女旅客　〜秘した過去が手招く旅路〜　（2004年12月、シアター1010）
- The Hot l Baltimore　（2005年1月、SPACE107）
- OZ〜オズ〜　（2005年3月 - 4月、天王洲銀河劇場/他6劇場）
- メッシュ　（2005年6月 - 7月、シアターサンモール）
- 白夜行 第1部　（2005年9月 - 10月、紀伊國屋ホール/シアター・ドラマシティ）
- WHITE　（2006年1月、ウエストエンドスタジオ） - 正治 役
- トーマの心臓　（2006年6月 - 7月、紀伊國屋ホール/シアター・ドラマシティ） - ヘニング役
- 銀のキス　（2006年12月、シアター1010）
- Romeo & Juliet　（2007年5月 - 6月、紀伊國屋ホール） - グレゴリー/ピーター役
- 決闘　（2007年6月-7月、東京芸術劇場小ホール1（シアターイースト）） - スケリー 役
- アドルフに告ぐ　（2007年12月、天王洲銀河劇場）
- 死の泉／パサジェルカ〜女船客〜　（2008年11月 - 12月、天王洲銀河劇場/新神戸オリエンタル劇場）
- 女の人差し指　（2009年10月 - 11月、新国立劇場中ホール）
- 11人いる！　（2013年1月、紀伊國屋ホール） - ドルフタスタ 役
- 進戯団　夢命クラシックス「OTOGIラプソディー」　（2013年5月） - 牛若丸 役
- 「ブラックジャックによろしく」に、よろしく。　（2013年9月、シアターサンモール） - 柘植一伸 役
- 進戯団　夢命クラシックス「碧のヴォヤージュ」　（2015年5月、新宿村LIVE)
- 劇団スタジオライフ「トーマの心臓」（2025年3月、ウエストエンドスタジオ）[1]

### TV
- WALKING EYES アルクメデス （2009年8月5日、NHK）